# Tivolska cesta, Ljubljana
Tivolska cesta je ena izmed cest v Ljubljani.

## Poimenovanje
Cesta je bila uradno poimenovana 8. oktobra 1991, ko jo je Skupščina mesta Ljubljane preimenovala iz dotedanje Ceste VII. korpusa. Takrat je določila tudi nov potek ceste: »Novo-poimenovani cesti se potek spremeni tako, da poteka od križišča z Aškerčevo in Tržaško cesto proti severo-zahodu, severu in severovzhodu do križišča z novo-poimenovanima Slovensko in Dunajsko cesto«.

## Urbanizem
Od leta 1991 je cesta potekala od križišča z Aškerčevo in Tržaško cesto do križišča z Slovensko in Dunajsko cesto.«.
Leta 2009 je Mestni svet Mestne občine Ljubljane preimenoval del ceste v Bleiweisovo ulico, tako da današnja Tivolska cesta poteka od križišča Celovške ceste in Gosposvetske ceste do križišča s Slovensko in Dunajsko cesto.

## Javni potniški promet
Po Tivolski cesti potekajo trase mestnih avtobusnih linij št. N1, N3, N3B, N5, 27B in 27K in integrirana linija št. 60. Avtobusnih postajališč MPP na cesti ni.
Po cesti pa vozijo tudi številni medkrajevni avtobusi s področij Vrhnike.